# بيريسلاف
بيريسلاف (Берислав) هي مدينة في مقاطعة كيرسونسكا في أوكرانيا.
يبلغ عدد سكانها حوالي 13924 نسمة.